# Saint-Cyr-au-Mont-d’Or
Saint-Cyr-au-Mont-d’Or település Franciaországban, Métropole de Lyon különleges státuszú nagyvárosban (métropole: nagyjából „megyei jogú város”). Lakosainak száma 6113 fő (2022. január 1.). Saint-Cyr-au-Mont-d’Or Collonges-au-Mont-d'Or, Couzon-au-Mont-d’Or, Lyon, Poleymieux-au-Mont-d’Or, Saint-Didier-au-Mont-d’Or és Saint-Romain-au-Mont-d’Or községekkel határos.

## Népesség
A település népessége az elmúlt években az alábbi módon változott:
| Lakosok száma | 5485 | 5513 | 5681 | 5576 | 5721 | 5747 | 5686 | 5900 | 6113 |
|               | 2013 | 2015 | 2016 | 2017 | 2018 | 2019 | 2020 | 2021 | 2022 |